# Lijst van fractievoorzitters van de VVD in de Tweede Kamer
Hieronder staat een lijst van fractievoorzitters van de Volkspartij voor Vrijheid en Democratie (VVD) in de Tweede Kamer.
De VVD is sinds 1948 onafgebroken vertegenwoordigd geweest in de Tweede Kamer en heeft sindsdien achttien verschillende fractievoorzitters gehad. Van hen was Pieter Oud de eerste en met bijna vijftien jaar tevens de langstzittende.

## Fractievoorzitters
| Fractievoorzitter            | Fractievoorzitter                         | Termijn                             | Periode    |
| ---------------------------- | ----------------------------------------- | ----------------------------------- | ---------- |
| P.J. (Pieter) Oud            | mr. P.J. (Pieter) Oud (1886–1968)         | 27 juli 1948 – 16 mei 1963          | 1948–1952  |
| P.J. (Pieter) Oud            | mr. P.J. (Pieter) Oud (1886–1968)         | 27 juli 1948 – 16 mei 1963          | 1952–1956  |
| P.J. (Pieter) Oud            | mr. P.J. (Pieter) Oud (1886–1968)         | 27 juli 1948 – 16 mei 1963          | 1956–1959  |
| P.J. (Pieter) Oud            | mr. P.J. (Pieter) Oud (1886–1968)         | 27 juli 1948 – 16 mei 1963          | 1959–1963  |
| E.H. (Edzo) Toxopeus         | mr. E.H. (Edzo) Toxopeus (1918–2009)      | 16 mei 1963 – 24 juli 1963          | 1963–1967  |
| W.J. (Molly) Geertsema       | mr. W.J. (Molly) Geertsema (1918–1991)    | 24 juli 1963 – 12 maart 1966        | 1963–1967  |
| E.H. (Edzo) Toxopeus         | mr. E.H. (Edzo) Toxopeus (1918–2009)      | 12 maart 1966 – 1 oktober 1969      | 1963–1967  |
| E.H. (Edzo) Toxopeus         | mr. E.H. (Edzo) Toxopeus (1918–2009)      | 12 maart 1966 – 1 oktober 1969      | 1967–1971  |
| W.J. (Molly) Geertsema       | mr. W.J. (Molly) Geertsema (1918–1991)    | 1 oktober 1969 – 6 juli 1971        |            |
| W.J. (Molly) Geertsema       | mr. W.J. (Molly) Geertsema (1918–1991)    | 1 oktober 1969 – 6 juli 1971        | 1971–1972  |
| H. (Hans) Wiegel             | H. (Hans) Wiegel (1941–2025)              | 6 juli 1971 – 19 december 1977      |            |
| H. (Hans) Wiegel             | H. (Hans) Wiegel (1941–2025)              | 6 juli 1971 – 19 december 1977      | 1972–1977  |
| H. (Hans) Wiegel             | H. (Hans) Wiegel (1941–2025)              | 6 juli 1971 – 19 december 1977      | 1977–1981  |
| J.G (Koos Rietkerk           | mr. J.G. (Koos) Rietkerk (1927–1986)      | 19 december 1977 – 25 augustus 1981 |            |
| H. (Hans) Wiegel             | H. (Hans) Wiegel (1941–2025)              | 25 augustus 1981 – 20 april 1982    | 1981–1982  |
| E.H.Th.M. (Ed) Nijpels       | drs. E.H.Th.M. (Ed) Nijpels (1950)        | 20 april 1982 – 9 juli 1986         | 1981–1982  |
| E.H.Th.M. (Ed) Nijpels       | drs. E.H.Th.M. (Ed) Nijpels (1950)        | 20 april 1982 – 9 juli 1986         | 1982–1986  |
| E.H.Th.M. (Ed) Nijpels       | drs. E.H.Th.M. (Ed) Nijpels (1950)        | 20 april 1982 – 9 juli 1986         | 1986–1989  |
| J.J.C. (Joris) Voorhoeve     | dr.ir. J.J.C. (Joris) Voorhoeve (1945)    | 9 juli 1986 – 30 april 1990         |            |
| J.J.C. (Joris) Voorhoeve     | dr.ir. J.J.C. (Joris) Voorhoeve (1945)    | 9 juli 1986 – 30 april 1990         | 1989–1994  |
| F. (Frits) Bolkestein        | mr.drs. F. (Frits) Bolkestein (1933–2025) | 30 april 1990 – 30 juli 1998        |            |
| F. (Frits) Bolkestein        | mr.drs. F. (Frits) Bolkestein (1933–2025) | 30 april 1990 – 30 juli 1998        | 1994–1998  |
| F. (Frits) Bolkestein        | mr.drs. F. (Frits) Bolkestein (1933–2025) | 30 april 1990 – 30 juli 1998        | 1998–2002  |
| H.F. (Hans) Dijkstal         | H.F. (Hans) Dijkstal (1943–2010)          | 30 juli 1998 – 23 mei 2002          |            |
| G. (Gerrit) Zalm             | drs. G. (Gerrit) Zalm (1952)              | 23 mei 2002 – 27 mei 2003           | 2002–2003  |
| G. (Gerrit) Zalm             | drs. G. (Gerrit) Zalm (1952)              | 23 mei 2002 – 27 mei 2003           | 2003–2006  |
| J.J. (Jozias) van Aartsen    | J.J. (Jozias) van Aartsen (1947)          | 27 mei 2003 – 8 maart 2006          |            |
| W.I.I. (Willibrord) van Beek | W.I.I. (Willibrord) van Beek (1949)       | 8 maart 2006 – 29 juni 2006         |            |
| M. (Mark) Rutte              | drs. M. (Mark) Rutte (1967)               | 29 juni 2006 – 8 oktober 2010       |            |
| M. (Mark) Rutte              | drs. M. (Mark) Rutte (1967)               | 29 juni 2006 – 8 oktober 2010       | 2006–2010  |
| M. (Mark) Rutte              | drs. M. (Mark) Rutte (1967)               | 29 juni 2006 – 8 oktober 2010       | 2010–2012  |
| Stef Blok                    | drs. S.A. (Stef) Blok (1964)              | 8 oktober 2010 – 20 september 2012  |            |
| M. (Mark) Rutte              | drs. M. (Mark) Rutte (1967)               | 20 september 2012 – 1 november 2012 | 2012–2017  |
| H. (Halbe) Zijlstra          | drs. H. (Halbe) Zijlstra (1969)           | 1 november 2012 – 23 maart 2017     | 2012–2017  |
| M. (Mark) Rutte              | drs. M. (Mark) Rutte (1967)               | 23 maart 2017 – 13 oktober 2017     | 2017–2021  |
| H. (Halbe) Zijlstra          | drs. H. (Halbe) Zijlstra (1969)           | 13 oktober 2017 – 25 oktober 2017   | 2017–2021  |
| K.H.D.M. (Klaas) Dijkhoff    | mr.dr. K.H.D.M. (Klaas) Dijkhoff (1981)   | 26 oktober 2017 – 31 maart 2021     | 2017–2021  |
| M. (Mark) Rutte              | drs. M. (Mark) Rutte (1967)               | 31 maart 2021 – 11 januari 2022     | 2021–2023  |
| S.Th.M. (Sophie) Hermans     | drs. S.Th.M. (Sophie) Hermans (1981)      | 11 januari 2022 – 6 december 2023   | 2021–2023  |
| D. (Dilan) Yeşilgöz-Zegerius | drs. D. (Dilan) Yeşilgöz-Zegerius (1977)  | 6 december 2023 – heden             | 2023–heden |

### Vicefractievoorzitters
- mr. W.J. (Molly) Geertsema: (12 maart 1966 – 1 oktober 1969)
- drs. L.M.L.H.A. (Loek) Hermans: (9 juli 1986 – 24 september 1990)
- H.F. (Hans) Dijkstal: (24 september 1990 – 22 augustus 1994)
- mr. A.H. (Benk) Korthals: (22 augustus 1994 – 3 augustus 1998)
- mr. F.H.G. (Frank) de Grave: (22 juli 2002 – 27 mei 2003)
- mr. B.M. (Bibi) de Vries: (27 mei 2003 – 8 maart 2006)
- drs. E.I. (Edith) Schippers: (8 maart 2006 – 8 oktober 2010)
- A. (Anouchka) van Miltenburg: (8 oktober 2010 – 20 september 2012)
- drs. S.A. (Stef) Blok: (20 september 2012 – 5 november 2012)
- drs. T. (Tamara) van Ark: (5 november 2012 – 23 maart 2017)
- drs. H. (Halbe) Zijlstra: (23 maart 2017 – 13 oktober 2017)
- B. (Bas) van 't Wout: (26 oktober 2017 – 2 juli 2020)
- drs. S.Th.M. (Sophie) Hermans: (2 juli 2020 – 7 april 2021)
- B. (Bente) Becker MA: (7 april 2021 – 6 december 2023)
- drs. S.Th.M. (Sophie) Hermans: (6 december 2023 – 2 juli 2024)
- B. (Bente) Becker MA: (2 juli 2024 – heden)